# Embaixada do Brasil em Assunção
A Embaixada do Brasil em Assunção é a missão diplomática brasileira de caráter permanente no Paraguai. 
A Legação do Brasil no Paraguai foi aberta em Assunção em 19 de agosto de 1844, data em que o Encarregado de Negócios do Brasil, José Antônio Pimenta Bueno, entregou credenciais ao Presidente Carlos Antonio López. Em 7 de janeiro de 1942, a legação foi elevada à categoria de embaixada. O primeiro embaixador foi Francisco Negrão de Lima, nomeado em 21 de maio daquele ano.
O titular da embaixada desde 2023 é o Embaixador José Antonio Marcondes de Carvalho.